# Pinocchio (série télévisée, 1956)
Pour les articles homonymes, voir Pinocchio (homonymie).
Pinocchio est une émission de télévision jeunesse québécoise en 57 épisodes de 25 minutes en noir et blanc diffusée du 25 septembre 1956 au 21 janvier 1958 à la Télévision de Radio-Canada.

## Synopsis
« Une autre nouvelle émission qui se place elle aussi sous le signe du merveilleux sera Pinocchio (mardi 25 septembre à 5 h 30). Tout le monde connaît cet amusant personnage, tiré du fameux conte de Collodi, qui fut le héros du film de Disney.
Cette fois, ses aventures seront confiées à Luan Asllani qui décrira, en une série de 39 émissions, les tribulations de Pinocchio, provenant de ses conflits avec le monde extérieur et le monde réel. Réalisation de Paul Legault. ».

## Fiche technique
- Scénarisation : Luan Asllani
- Réalisation : Paul Legault
- Société de production : Société Radio-Canada

## Distribution
- Gaétane Laniel : Pinocchio
- Boudha Bradon
- Marcel Cabay
- Jean-Claude Deret
- Robert Gadouas
- Antoinette Giroux
- Georges Groulx
- Jani Pascal
- Édouard Woolley